# 空乗寺
空乗寺（くうじょうじ）は神奈川県藤沢市鵠沼にある真宗高田派の寺院。寺伝によれば、延宝5年（1677年）に入滅した僧了受が江戸初期に開山・創建したと伝えられる寺院である。正式名は金堀山 空乘寺。本堂裏手墓地の大橋重政の墓は藤沢市の史跡に指定されている。

## 歴史
金堀山空乘寺と号し、その創建については、『新編相模国風土記稿』によれば「永禄年中、僧了受創建す。」とあり、大橋式部卿龍慶の開基と伝えるが、大橋龍慶（後述）はこの段階では生まれていない。当山第二十四世慶龍は「空乗寺は永禄8年（1565年）の創立にして、了受法師の開基なり」と記しているが、空乗寺過去帳によると、住職の入寂は「延宝元年（1673年）8月20日、釈勝入法師、当山一代。延宝5年（1677年）9月3日、釈了受律師　当山開基」（慶龍は開山のことを開基としている）とあり、『新編相模国風土記稿』や二十四世慶龍の記録と相違する。当山第二十五世大橋円明は、「この寺伝（過去帳）はほぼ誤りないものであろう。」と判断され、「慶安2年（1649年）8月2日8、地頭大橋重政、采地のうち（石上付近）9石余を空乗寺に寄進し、将軍家光より御朱印を賜る」の記録があり、さらに「明暦3年（1657年）2月、西善寺（真宗大谷派）、江戸移転に際し空乗寺に寺地2町7反4畝18歩を移譲」と空乗寺文書にあることから、それ以前から存在したと指摘する。なお、山号の「金堀山」は、寺の北方に「金堀塚」という小山があった（現存せず）ことから来ている。明治初期、村人がこの塚をあばいたところ、人骨が出土したので、これを懇ろに供養し、1879年（明治12年）「首塚碑」を建てた。この碑は表面が剥離して永年判読不能であったため、地元の石材店、林一郎により2011年（平成23年）3月に建て直された。
空乗寺の朱印地は、鵠沼字石上にあった。このため、いわゆる「石上渡し」の石上から片瀬村字大源太岸への船渡しは空乗寺が支配した。安永4年（1775年）7月、空乗寺寺領内の渡船場の件につき村内に争論と藤沢市史に見える。鵠沼村の大橋家知行地が上知された後も、9石の空乗寺寺領は残り、明治元年（1868年）8月、上知されるまで続いた。空乗寺はこの朱印地のほかに、檀越その他からの奉納、寄進などに依る寺地を字藤ケ谷、同柳原、長久保山その他において田畑山林など数町歩をもっていた。しかし、若干寺勢が落ちた時代があったようで、享和元年（1801年）までに空乗寺再建という記録が残る。元治元年（1864年）あるいは慶応2年（1866年）、大暴風のため空乗寺本堂が倒壊した。この時の再建の記録は見あたらないが、明治3年（1870年）空乗寺、暴風のため再度倒壊した。1907年（明治40年）に二三世慶心が厚木の中古本堂を譲り受けて建て替えた（1909年（明治42年）説もある）。
最近の空乗寺の動きとしては                                  
- 1982年（昭和57年）4月11日、空乗寺、客殿改築工事完成。落慶法要
- 2000年（平成12年）10月、空乗寺ゆかりの22名の英霊慰霊碑造立
- 2004年（平成16年）6月13日、空乗寺、本堂改築工事完成。落慶法要

空乗寺現住職二十六世大橋信明師は獣医師免許を持ち、隣接して「大橋動物病院」を開設している。また、境内の裏手にある慈照堂に、動物の遺骨を収めてある。なお、現住職の姓は大橋であるが、江戸初期の旗本大橋家とは関係がない。

## 本尊
本尊は阿弥陀如来立像で来迎仏、像高59.9cm（センチメートル）、総高118.5cm、一木造、近代の作。御内仏本尊は江戸時代の作である。

## 空乗寺と大橋家
江戸初期、布施家と鵠沼村を二分して知行地とした旗本大橋家は、幕府の右筆を務め、書道「大橋流」の始祖とされる。

### 大橋重保（龍慶）
大橋重保（おおはし しげやす）天正10年（1582年）河内国志紀郡古室村（現大阪府藤井寺市）出身の旗本。幼名は勝千代。父の左兵衛重慶は豊臣秀次に仕えていたが、天正12年（1584年）の小牧・長久手の戦いで戦死した。勝千代は3歳で伯母にひきとられ、幼くして京都南禅寺に入り以心崇伝に禅僧流の書の教えを受けた。元服後長左衛門重保を名乗り、片桐且元に従った後、31歳の時、豊臣秀頼の右筆となった。豊臣氏滅亡により浪人。江戸に出て、元和3年（1617年）、徳川秀忠に旗本に召し上げられ、その際、鵠沼村・大庭村を合わせて采地500石を賜る。鵠沼村の村高が約600石、後に采地を賜った布施家が約300石弱だから、大橋家采地の鵠沼村分は300石強だったと考えられる。2代将軍秀忠、3代将軍家光の右筆に任じられた。寛永4年（1627年）、『大橋庭訓往来』を著す。寛永10年（1633年）、右筆を辞し、剃髪して龍慶と号した。正保2年（1645年）2月4日、江戸で入寂している。なお、『新編相模國風土記稿』や第二十四世慶龍は、永禄年間に金堀山空乗寺創建の際の開基とされるが、永禄は重保の誕生前である。龍慶が開基というのが事実なら、空乗寺の創建は寛永10年（1633年）以降、正保2年（1645年）以前でなければならない。あるいは、空乗寺としては後に大橋家采地のうち9石を寺領として寄進を受けた経緯から、出家した大橋龍慶に敬意を表したのではないだろうか。

### 大橋重政

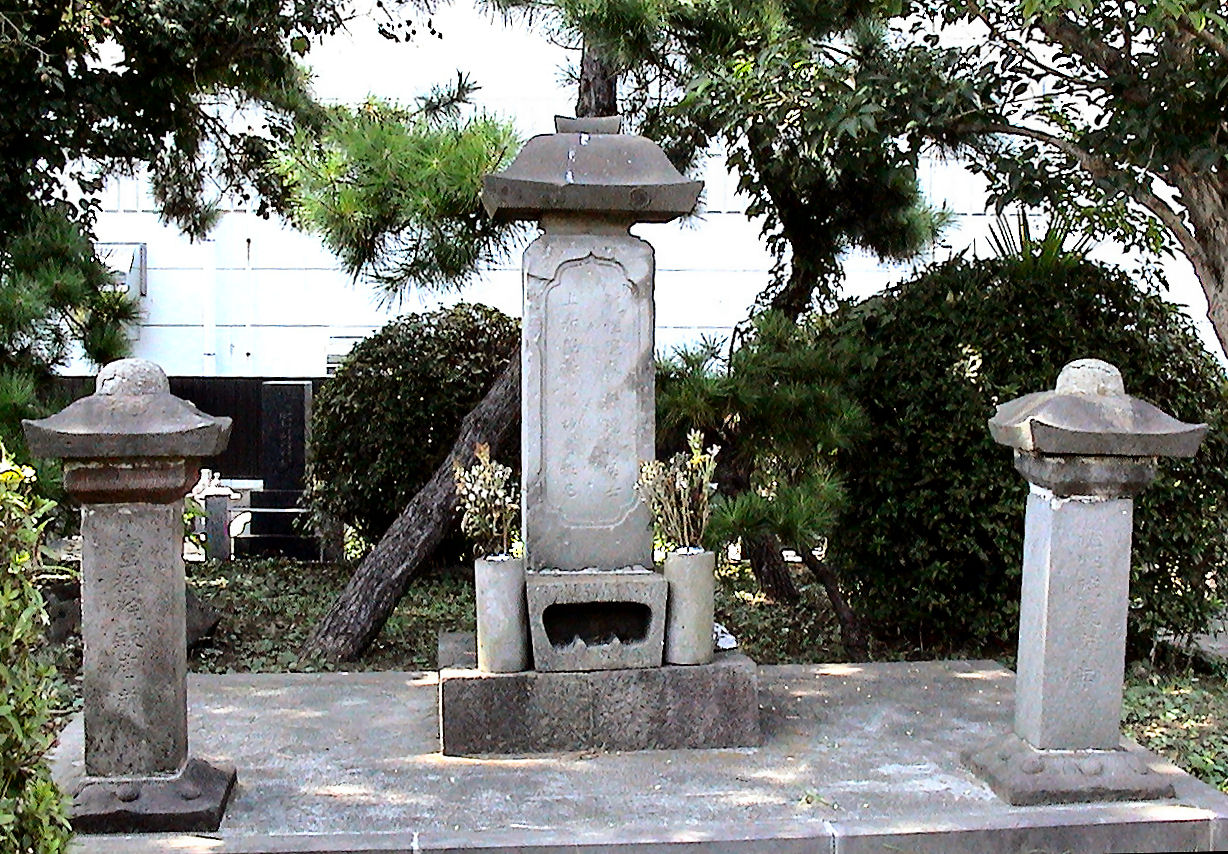
藤沢市指定史跡、大橋重政墓

大橋重政（おおはし しげまさ）は、大橋重保の長男。元和4年（1618年）、江戸牛込または鵠沼村で生まれた。幼名は小三郎。幼少時より、右筆であった父の重保に書を学び、10歳の時はじめて将軍家光に目見え、14歳で早くも家光の右筆となった。寛永10年（1633年）、父の重保が病により右筆を辞したため、翌年に大橋家の家督を継いだ。重政の書については父の重保も一目置いており、光松山放生寺の縁起2巻を撰したときも、書は重政に任せている。一方、重政も重保を深く慕っていたようで、龍慶寿像製作を発願、彫刻を藤原真信に依頼し、自らは撰文をしたためて、郷里の誉田八幡宮の大橋龍慶堂に安置した。（この像は、廃仏毀釈の際、三宅村＝現・松原市の大橋家に戻され、1997年（平成9年）、大橋家から松原市に寄贈され、現存する。）慶安2年（1649年）、采地のうち9石余（石上付近）を空乗寺に寄進し、将軍家光より御朱印を賜り、後にその労により賞を受けている。
　寛文12年（1672年）「閏6月晦日（30日）、病により55歳で没し、龍性院殿道樹居士として空乗寺に葬られた。直後に所領は上知されて幕領となり、大橋家と鵠沼の縁は終わったが、33回忌に墓所は二人の息子によって整備され、これが1965年（昭和40年）に藤沢市の文化財として｢史跡｣に指定された。
今日まで続く書道の流派「大橋流」の創始者として慕われ、空乗寺で営まれた明治4年（1871年）6月の大橋重政200回忌、1971年（昭和46年）11月の大橋重政300回忌には多くの門人が鵠沼に集まったという。

## 関連事項
- 鵠沼
- 藤沢市内の寺院一覧